# Glenmont (Ohio)
Glenmont es una villa ubicada en el condado de Holmes en el estado estadounidense de Ohio. En el Censo de 2010 tenía una población de 272 habitantes y una densidad poblacional de 391,86 personas por km².

## Geografía
Glenmont se encuentra ubicada en las coordenadas 40°31′9″N 82°5′32″O / 40.51917, -82.09222. Según la Oficina del Censo de los Estados Unidos, Glenmont tiene una superficie total de 0.69 km², de la cual 0.69 km² corresponden a tierra firme y (0%) 0 km² es agua.

## Demografía
Según el censo de 2010, había 272 personas residiendo en Glenmont. La densidad de población era de 391,86 hab./km². De los 272 habitantes, Glenmont estaba compuesto por el 98.16% blancos, el 0% eran afroamericanos, el 0.37% eran amerindios, el 0.74% eran asiáticos, el 0% eran isleños del Pacífico, el 0.37% eran de otras razas y el 0.37% pertenecían a dos o más razas. Del total de la población el 0.37% eran hispanos o latinos de cualquier raza.